# Joelmir Beting
Joelmir José Beting (Tambaú, 21 de dezembro de 1936 — São Paulo, 29 de novembro de 2012) foi um jornalista e sociólogo brasileiro.
Profissional de grande contribuição para o jornalismo bem como para a economia e a comunicação, Joelmir foi um pioneiro na tradução dos difíceis termos técnicos econômicos para a vida cotidiana.

## Biografia
Nascido na cidade paulista de Tambaú, Joelmir começou a trabalhar nas plantações da propriedade de sua família aos sete anos. "A minha origem é, de certa forma, de boia-fria", lembraria o jornalista em entrevista à revista Imprensa em julho de 2012.
Após ter sido um coroinha na igreja da cidade, o padre Donizetti Tavares de Lima arrumou-lhe o primeiro emprego na rádio de Tambaú aos quinze anos.

### Formação acadêmica
Aos dezenove anos, Joelmir mudou-se para São Paulo e formou-se em Sociologia pela Universidade de São Paulo (USP) na mesma turma de nomes como Ruth Cardoso e Francisco Weffort.

### Carreira

#### Cobrindo esportes
Em 1957, durante o período universitário, iniciava a sua carreira jornalística como repórter esportivo nos jornais O Esporte e Diário Popular. Deixou a área esportiva dois anos depois, quando deixou sua paixão pelo Palmeiras falar mais alto na transmissão de um Derby Paulista pela Rádio Panamericana e quase foi agredido pela torcida corintiana.
É atribuída a Joelmir a ideia de premiar Pelé com uma placa comemorativa em homenagem a um de seus mais belos gols, feito no Maracanã contra o Fluminense. Desse fato surgiu a expressão "Gol de Placa", sempre dita pelos profissionais de futebol do país ao descreverem um gol de rara beleza e muito difícil de ser feito.

#### Na mídia impressa
Foi contratado em 1966 pela Folha de S.Paulo para lançar a editoria de Automóveis, fruto da repercussão de sua tese do curso de Sociologia (Adaptação da mão de obra nordestina na indústria automobilística de São Paulo), que fora publicada pelo Diário Popular na íntegra. Dois anos depois lançou a editoria de Economia do mesmo jornal, lançando uma coluna diária a partir de 1970. A coluna tornou-se célebre por desmistificar a economia durante uma época de inflação astronômica e reiteradas medidas desastradas do governo. Foi quando surgiram alguns dos "bordões" de Joelmir, como "Quem não deve não tem!" e "Na prática, a teoria é outra!".

#### No rádio e na TV

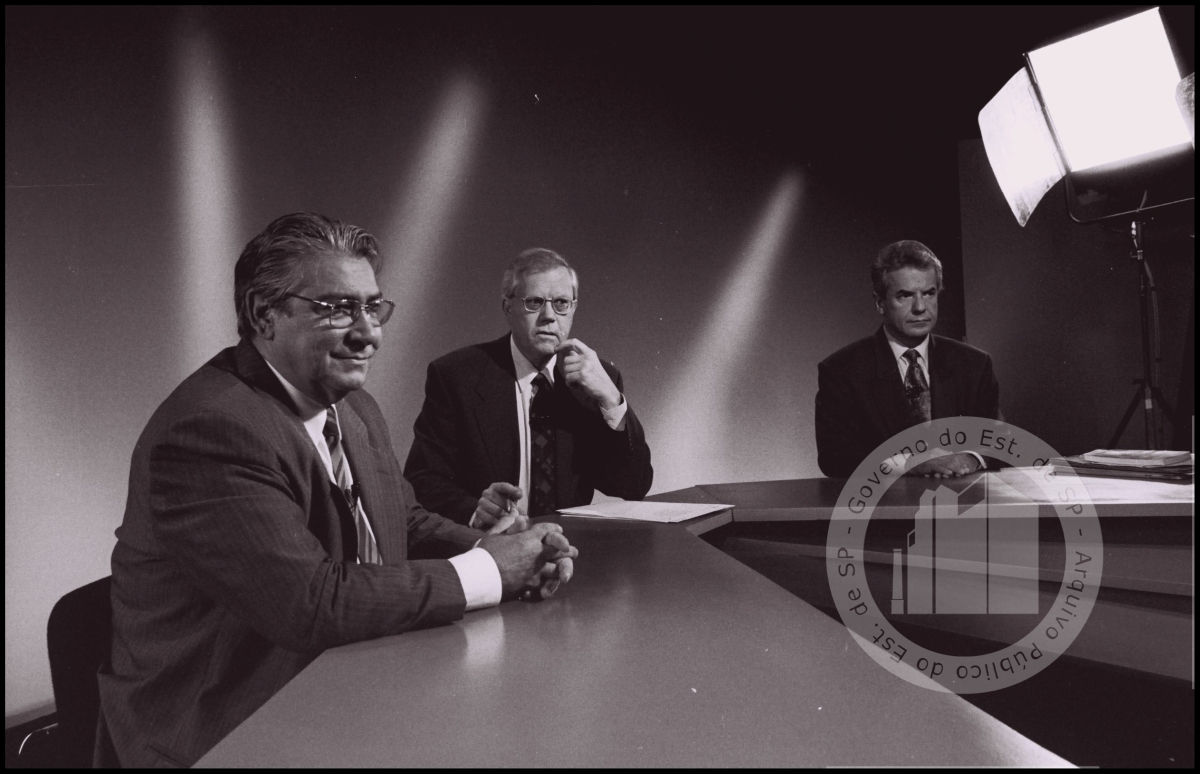
Joelmir Beting (centro) mediando debate televisivo entre Mário Covas e Francisco Rossi durante a campanha eleitoral de 1994.

Paralelamente à coluna na Folha (que transferiu para O Estado de S. Paulo em 1991), Joelmir passou, ainda em 1970, a participar de programas de rádio, na Jovem Pan, e de televisão, na Rede Record, e depois na Rede Globo, onde se tornaria conhecido do grande público com suas participações nos telejornais, permanecendo na emissora entre agosto de 1985 e julho de 2003.
O início na TV foi em 1970, com o programa Multiplicação do Dinheiro, na TV Gazeta, que funcionava como uma mesa-redonda sobre assuntos econômicos, com participação dos economistas Eduardo Suplicy e Miguel Colasuonno. Em 1974, foi contratado pela Rede Bandeirantes, onde ficaria até a sua estreia na Rede Globo. Na Band, ancorou o Jornal Bandeirantes, ao lado de Ferreira Martins, além de fazer comentários de economia e reportagens especiais.
O mesmo aconteceu na Rádio Bandeirantes, onde fazia um comentário diário no programa O Trabuco de Vicente Leporace. Com a morte deste, em abril de 1978, juntou-se a José Paulo de Andrade e Salomão Ésper para apresentar o Jornal Gente, criado no dia seguinte ao acontecido. O trio voltaria a reunir-se em 2003, quando Joelmir foi novamente contratado pela Bandeirantes. Entre os anos 1980 e 1990 foi também comentarista nas rádios Excelsior e CBN. No início do canal por assinatura GloboNews, em 1996, foi um dos apresentadores do programa Espaço Aberto.

##### Destaques
Alguns de seus mais célebres trabalhos na TV são o primeiro debate entre candidatos a eleições na Band, e a entrevista com os membros da equipe econômica de Fernando Collor em março de 1990, quando Zélia Cardoso de Mello e Ibrahim Eris, entre outros, foram surpreendidos por Joelmir, Lilian Witte Fibe e Paulo Henrique Amorim, então especialistas em economia da Globo. Quando Amorim detalhou uma das principais medidas do Plano Collor, o confisco, Joelmir teve uma curiosa reação, como descrita pela revista Imprensa: "Encarando a câmera, [ele] arregalou os olhos e escancarou a boca, como se informasse, bem didaticamente, a reação apropriada para a medida: espanto." A imagem seria usada pela edição do Jornal do Brasil do dia seguinte, sob a manchete "A cara da nação".

## Morte
Joelmir morreu em 29 de novembro de 2012, no Hospital Israelita Albert Einstein, em decorrência de um AVC hemorrágico, após ter passado mais de um mês internado para tratar de doença autoimune.
Joelmir teve dois filhos: o publicitário e especialista em aviação Gianfranco "Panda" Beting, um dos co-fundadores da Azul Linhas Aéreas Brasileiras, e o jornalista e comentarista esportivo Mauro Beting. A morte de Joelmir foi anunciado ao vivo aos ouvintes da Rádio Bandeirantes pelo seu filho Mauro durante a cobertura pós-jogo da partida entre São Paulo e Universidad Católica, pela Copa Sul-Americana.
Ao falecer, Joelmir exercia a função de editor e comentarista econômico do Jornal da Band, apresentado por Ricardo Boechat, e co-apresentador do Canal Livre, além de participações no Jornal Gente e Jornal em Três Tempos, da Rádio Bandeirantes, e no programa esportivo Beting&Beting, com o filho Mauro e o seu sobrinho Erich, no BandSports. Fazia também comentários para o Primeiro Jornal e Jornal da Noite, da Band, e para o canal de notícias por assinatura BandNews TV.

## O "caso Bradesco"
O jornalista foi centro de uma polêmica em 2003, ao aceitar convite do Bradesco para participar de uma campanha publicitária. Os jornais onde ele mantinha coluna, O Estado de S. Paulo e O Globo, consideraram a prática incompatível com o exercício da profissão de jornalista e suspenderam a publicação de sua coluna diária. Em 4 de dezembro, Joelmir publicou um artigo intitulado "Posso falar?", em que deu explicações acerca do episódio. Joelmir alegou que o produto que vendia aos jornais era "um produto isolado, tido como de boa qualidade e isento". No mesmo texto, afirmou também que "o jornalismo não deveria se envergonhar da publicidade".
Em entrevista à Imprensa, em julho de 2012, disse que já havia comunicado à época que iria deixar de escrever as colunas nos jornais, por estar "sobrecarregado". Teria sido apenas depois de essa notícia se espalhar pelo mercado que surgiu o convite do Bradesco. "Os jornais já sabiam que a coluna ia parar, assim como já sabiam que eu não fazia mais televisão", explicou. A coluna seguiria sendo distribuída pela Agência Estado para cerca de trinta jornais até janeiro de 2004, quando a distribuição foi suspensa, após 34 anos.
A partir desse episódio, Joelmir dedicou-se prioritariamente ao rádio e à TV, além de manter sua agenda como palestrante e debatedor de assuntos macroeconômicos.

## Filmografia
| Ano     | Nome                | Função                    | Emissora          |
| ------- | ------------------- | ------------------------- | ----------------- |
| 1979-85 | Jornal Bandeirantes | Apresentador              | Rede Bandeirantes |
| 1985-00 | Jornal Nacional     | Comentarista              | Rede Globo        |
| 1986-96 | Jornal da Globo     | Comentarista              | Rede Globo        |
| 1996-03 | Espaço Aberto       | Apresentador              | GloboNews         |
| 2004-12 | Jornal da Band      | Apresentador/comentarista | Rede Bandeirantes |
| 2006-12 | A Notícia           | Apresentador              | BandNews TV       |
| 2006-12 | Beting&Beting       | Apresentador              | BandSports        |